# Mariano Suárez del Villar

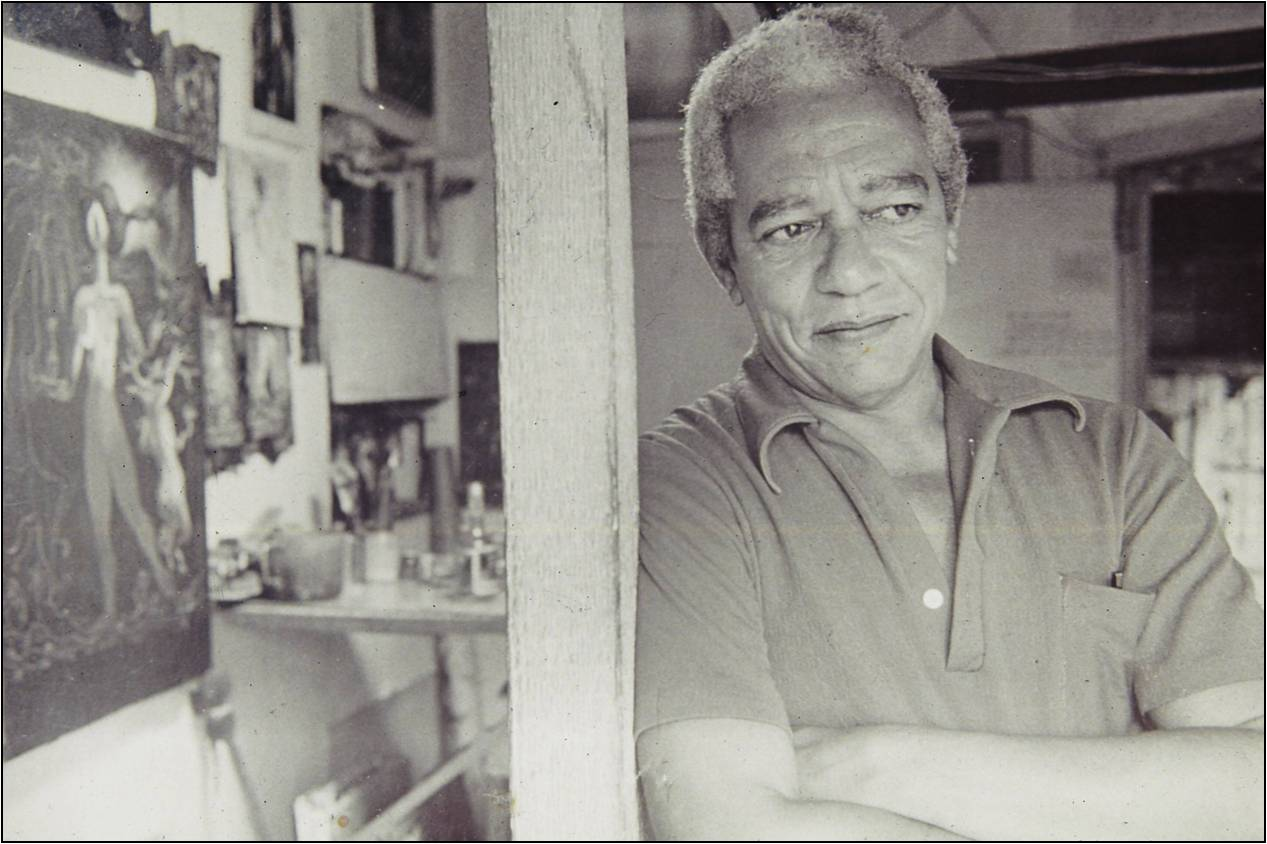
Mariano Suárez del Villar (1929-1996).

Mariano Arnaldo Suárez del Villar y Álvarez más conocido por su nombre artístico Mariano Suárez del Villar (La Habana, Cuba, 20 de junio de 1929 - ibídem, 11 de febrero de 1996) fue un pintor surrealista, compositor y musicalizador cubano.
Cursó estudios de artes plásticas en la Academia de San Alejandro donde obtuvo premios durante toda su permanencia en ella. 
Durante los años cincuenta, es la manera melancólica del mural mexicano lo que envuelve sus piezas, a posteriori va en busca de la vitalidad y alegría que son los estados anímicos que predominan en sus cuadros. La década del 59-69 será una etapa silenciosa; en este período detuvo el pincel. Su retorno a la pintura se caracterizó por una etapa de entrega absoluta en un pequeño estudio cercano al mar.

## Biografía
Mariano Suárez del Villar estudió pintura en la Escuela de Bellas Artes de San Alejandro, donde tuvo de profesores a Leopoldo Romañach Guillén y a Menocal, dos de los pintores academicistas más importantes de su época. Sin embargo, quien tuviera una importante trascendencia en esta etapa de aprendizaje y quien influyera en sí de forma intensa fue Carmelo González, el artista cubano que mayor número de premios (nacionales e internacionales) haya recibido. La influencia de
Carmelo González se aprecia en el dominio del dibujo y el color, acompañado de una gran imaginación.
Mariano fue un artista que dedicó su vida a dos vertientes bien diferenciadas: la música y la pintura. Por sus conocimientos sobre música sinfónica comenzó a trabajar como musicólogo en Radio Progreso en 1952, la más antigua y popular emisora de Cuba. Esto le hizo profundizar en sus estudios y estableces fuertes lazos de amistad con artistas de la categoría de César Portillo de la Luz o José Antonio Méndez, ambos fundadores del movimiento «Feeling» (del cual surgieron canciones tan trascendentes como «Delirio» o «Contigo en la Distancia»).

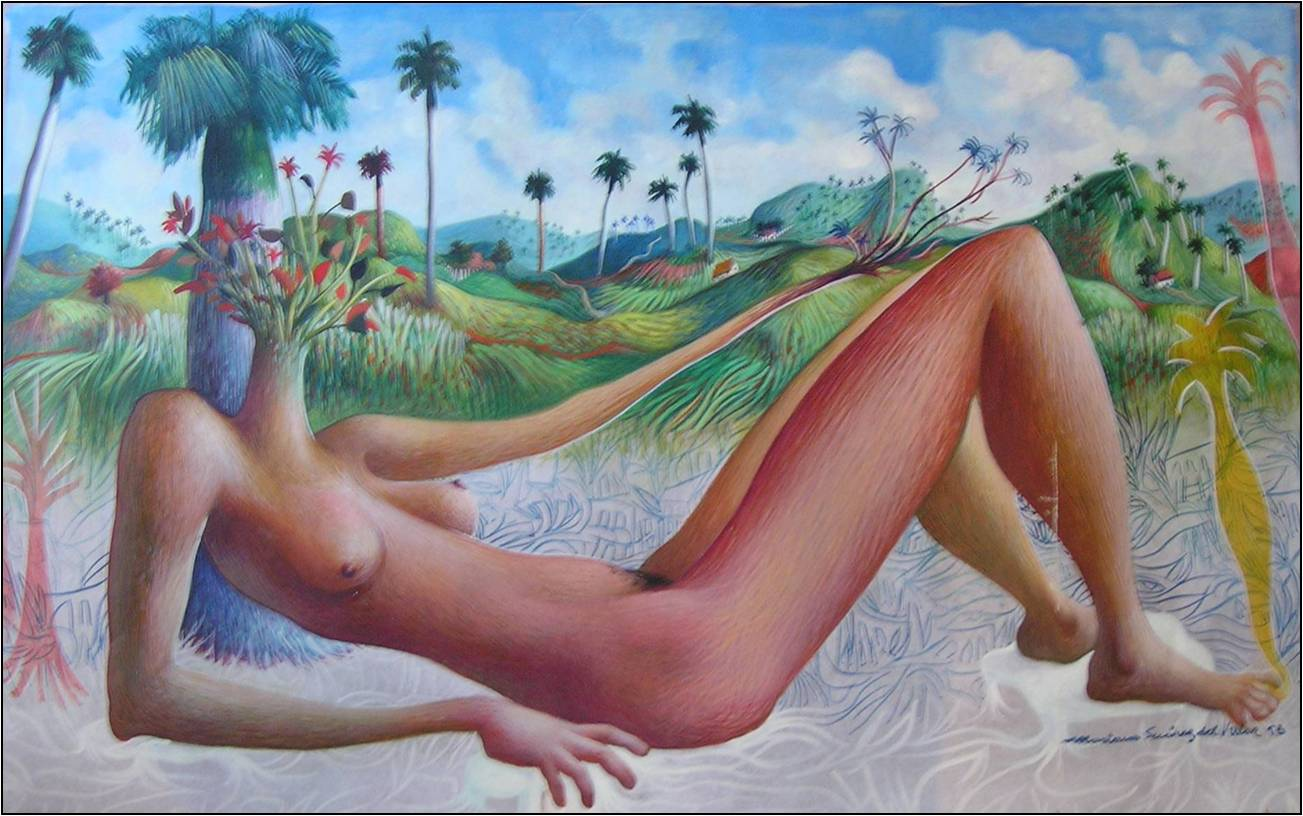
Óleo/Cartulina 57,5 x 82 cm 1993.

Participó en la lucha contra el dictador Fulgencio Batista en un grupo formado por importantes intelectuales como Carlos Martí (padre), Luis Marré y Julio García Espinosa (Director de la Escuela Internacional de Cine del 2002-07).
En 1959 realiza una muestra bipersonal con Adigio Benítez (Premio nacional de Pintura en Cuba 2003) en el Castillo San Carlos de la Cabaña y en el Capitolio Nacional. En 1960 figuró como fundador de la Escuela de Instructores de Arte del Comodoro, como profesor de dibujo y pintura.
En los años 1960 se dedicó al trabajo con la música, ya que al ser también fundador de la emisora «Radio Habana Cuba» llevó a cabo una investigación y recopilación de la más auténtica música de la Isla, salvando de esta forma gran parte de la historia de la música cubana. Grabó a los intérpretes más genuinos como Benny Moré (trabajando junto a él hasta la muerte de este inolvidable músico) y a quien le unía un gran afecto fraterno; Omara Portuondo, solista del grupo Buenavista Social Club, y Elena Burque (fundadora de «Feeling»).
Estuvo también vinculado al movimiento de la Nueva Trova, manteniendo una gran amistad con Leo Brouwer, reconocido guitarrista cubano (y quien fuera director de la orquesta sinfónica de Córdoba, España), así como con Pablo Milanés,
conocido cantautor cubano. 
Es de gran significación que en 1987 junto a Eduardo Elio Hernández (el Chino) crea los nuevos Zafiros, el popular grupo vocal, con cuatro nuevas voces.

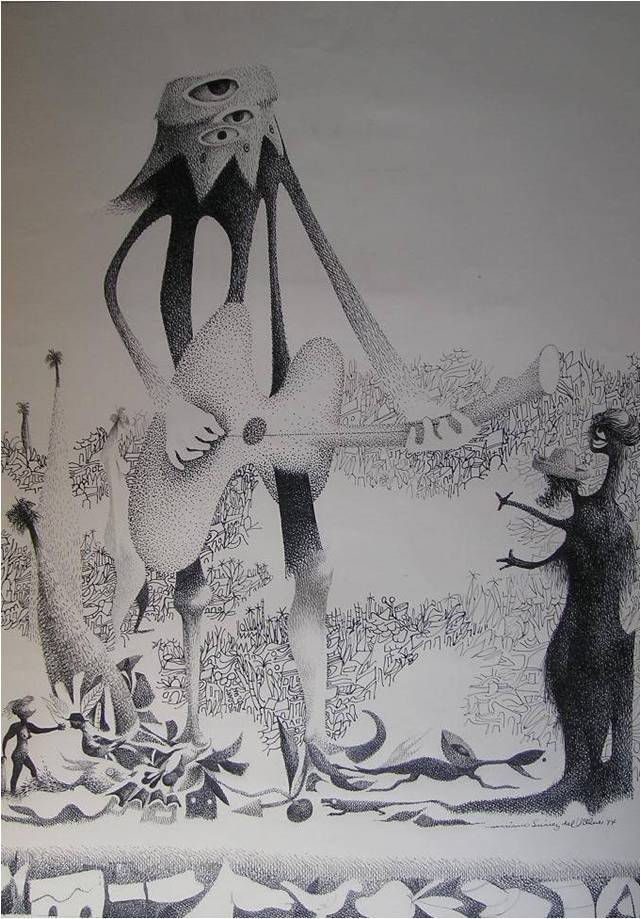
Tinta/cartulina, 47 x 69,5 cm, (1994).

En 1968 se reincorpora a la pintura y se propone recuperar ese tiempo de alejamiento. Participa junto a otros artistas jóvenes en el Salón de mayo de 1968 en La Habana, donde conoce al artista Wifredo Lam y al chileno Matta. Participa en el
salón 70, espacio de gran trascendencia en la historia de las artes plásticas contemporáneas, por la pujanza e inquietudes que tuvieron y expresaron los artistas participantes. Aunque sólo tenemos en nuestros archivos los datos de la muestra itinerante realizada en 1973, podemos afirmar que a través de la UNEAC y del Consejo Nacional de las Artes Plásticas, realizó otras muestras colectivas dirigidas a Europa, Asia y países de América Latina como México, Venezuela y Argentina.
En 1973 se integra en la Unión de Escritores y Artistas de Cuba en dos de sus secciones Radio, Cine y Televisión y en Artes Plásticas, debido a su dualidad como creador, por su talento en esos dos mundos y el prestigio de que era poseedor. 
En 1974 funda junto a Pablo Toscano y Miquel de Jesús Ocejo, el Grupo Origen, que contó con el apoyo de notables intelectuales como Nicolás Guillén, Argeliers León y María Teresa Linares, entre otros. El objetivo del Grupo fue la búsqueda de un lenguaje novedoso -de forma y de fondo- que mostrara, a través de la pintura, la simbiosis étnica que diera vida a nuestra identidad cultural, rechazando cánones unilaterales y folklóricos impuestos. Realizaron 12 muestras como grupo
y éstas provocaron fuertes polémicas de carácter ético y estético En 1980 decidieron separarse por cuestiones más de carácter personal que artísticas.
Desde el 80 la obra pictórica de Mariano Suárez del Villar se realiza en solitario, con un solo interés: la pintura, por lo que los años siguientes fueron de un intenso trabajo, creando numerosas piezas. Ilustra la portada y contraportada de la
revista realizada Samuel Feijóo, es invitado en varias ocasiones al Concurso Joan Miró en Barcelona, y expone bajo el título «Tres Maestros Cubanos» en la Galería Namia Modorfi, en Venezuela. De esta misma etapa destaca la muestra de 1994 en el Hotel Habana Guitart (antes Habana Libre), por el éxito alcanzado, así como la del año siguiente en el Hotel Nacional, con halagos de la crítica y del público, con altas cotizaciones de su obra.
A los 15 días posteriores a la muestra con sus últimas creciones en el Salón Dorado del Hotel Nacional de Cuba, falleció en el Hospital de Oncología de la Ciudad de La Habana, el 11 de febrero de 1996.

## Premios y distinciones
- Premio Caracol UNEAC: Años: 1976; 1977 y 1978.
- Jurado del Premio Caracol en los años 1980 y 1981.
- Medalla por la Cultura Nacional «Raúl GómezGarcía», por el conjunto de su obra como merecido reconocimiento a su vida como creador en la música y las artes plásticas.

## Colecciones Permanentes
- Museo de Arte Moderno de Nueva York (dibujo a plumilla).
- Consulado Cubano en Washington (tres óleos/cartulina)
- Museo del Libertador Simón Bolívar en Venezuela(óleo/ tela)
- Museo José Lezama Lima, La Habana (óleo / tela)
- Su obra ha sido adquirida por coleccionistas privados de Cuba, Argentina, Brasil, Venezuela,México, EE. UU., España, Francia, Alemania, Austria, Japón y Holanda.